# Torus (architektura)

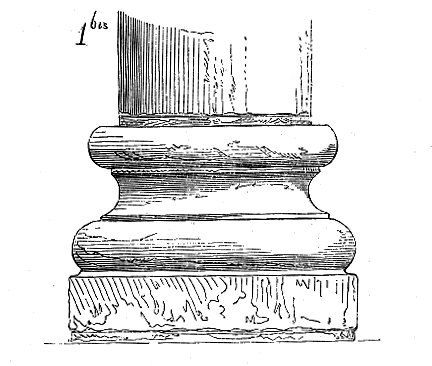
Dwa torusy rozdzielone elementem wklęsłym tzw. trochilusem.

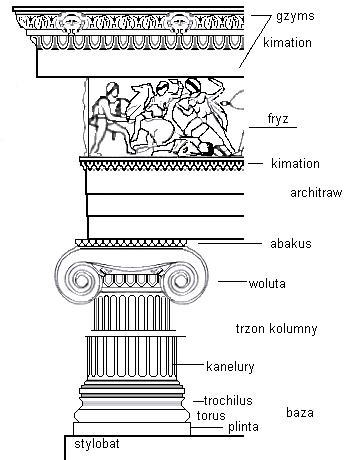
Schemat porządku jońskiego z widocznym torusem (trzeci element od dołu)

Torus – kamienny, wypukły wałek obiegający najczęściej bazę kolumny.